# Olympische Jugend-Sommerspiele 2010/Teilnehmer (Komoren)
| Gelbes Symbol für Goldmedaillen mit stilisierten Olympischen Ringen | Graues Symbol für Silbermedaillen mit stilisierten Olympischen Ringen | Braundes Symbol für Bronzemedaillen mit stilisierten Olympischen Ringen |
| ------------------------------------------------------------------- | --------------------------------------------------------------------- | ----------------------------------------------------------------------- |
| —                                                                   | —                                                                     | —                                                                       |

Die Jugend-Olympiamannschaft der Komoren für die I. Olympischen Jugend-Sommerspiele vom 14. bis 26. August 2010 in Singapur bestand aus vier Athleten.

## Athleten nach Sportarten

### Judo
Jungen
- Fahariya Takidine
Klasse bis 55 kg: 5. Platz
Mixed: 9. Platz (im Team Birmingham)

### Leichtathletik
| Mädchen - Ahmed Mohamed Fahame 100 m: 31. Platz | Jungen - El-Hadad Houmadi 100 m: 22. Platz |

### Schwimmen
Jungen
- Soule Soilihi
100 m Freistil: 54. Platz